# Oneiromantie

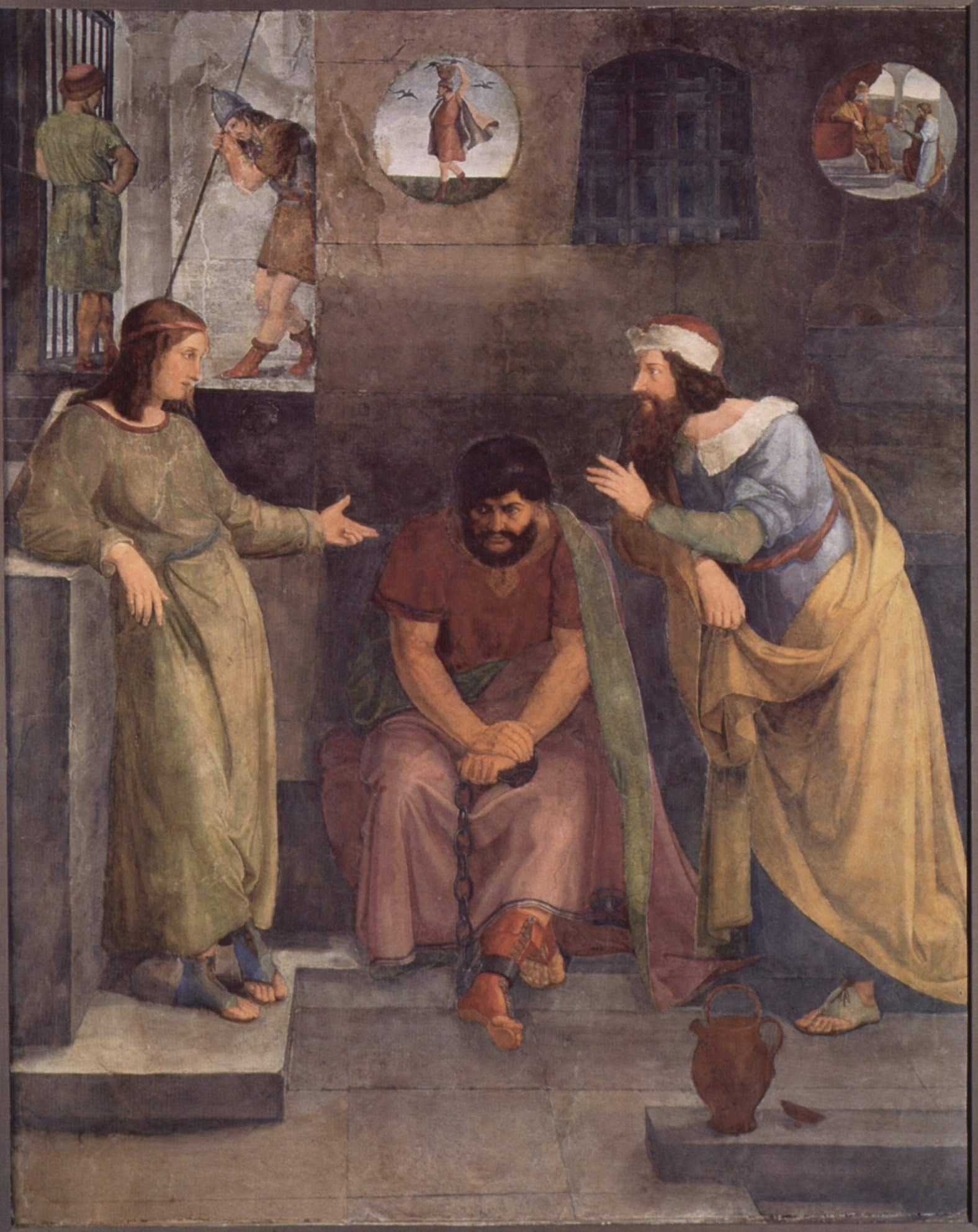
Friedrich Wilhelm Schadow: Josephs Traumdeutung im Gefängnis (1816/17); Szene aus dem Freskenzyklus der Casa Bartholdy in Rom; Alte Nationalgalerie, Berlin

Oneiromantie (griechisch óneiros für Traum und mántis für Wahrsager) ist die Anwendung der Traumdeutung für Weissagungen.
Schon in frühester Zeit maß der Mensch den Träumen besondere Bedeutung zu. Eine Auslegungsmöglichkeit ist, die Träume als Prophezeiungen anzusehen. In der Antike beschäftigten sich neben Aristoteles und Platon vor allem Artemidor von Daldis in seinem Traumbuch Oneirokritika mit der Deutung von Träumen und der Möglichkeit der Weissagungen.
In der Bibel gibt es mehrere Stellen, in denen Gott den Menschen Anweisungen, Voraussagen und Versprechen durch Träume gab oder ihnen die Fähigkeit zur Traumdeutung verlieh. So konnte Josef im Alten Testament den Traum des Pharao deuten und dadurch die Zukunft vorhersagen. Salomo erhielt von Gott seine Weisheit in einem Traumgesicht. Daniel hatte zahlreiche Visionen und deutete die Träume von Nebukadnezar II. über den Untergang seines Reiches.
In der heutigen Zeit findet Oneiromantie vor allem in der Esoterik Anwendung.